# Crêt de la Neige
Crêt de la Neige is de hoogste bergtop in de Franse Jura en ligt in het departement Ain. De hoogte is 1720 meter.
De beklimming is technisch niet moeilijk. Vanuit richting Genève is er een kabelbaan tot onder de top.